# Kefermarkt
Kefermarkt is een gemeente in de Oostenrijkse deelstaat Opper-Oostenrijk, gelegen in het district Freistadt (FR). De gemeente heeft ongeveer 2100 inwoners.

## Geografie
Kefermarkt heeft een oppervlakte van 28 km². Het ligt in het noorden van het land, ten noordoosten van de stad Linz.

## Politiek
De gemeenteraad bestaat uit 19 leden. De gemeenteraads- en burgemeestersverkiezingen gebeuren steeds gelijktijdig met de verkiezingen voor het deelstaatsparlement. Sinds 1945 heeft de ÖVP steeds de meerderheid behaald, zo ook in 2021 (9 van de 19). Huidig burgemeester is Herbert Brandstötter (ÖVP).
Bad Zell · Freistadt · Grünbach · Gutau · Hagenberg im Mühlkreis · Hirschbach im Mühlkreis · Kaltenberg · Kefermarkt · Königswiesen · Lasberg · Leopoldschlag · Liebenau · Neumarkt im Mühlkreis · Pierbach · Pregarten · Rainbach im Mühlkreis · Sandl · Schönau im Mühlkreis · Sankt Leonhard bei Freistadt · Sankt Oswald bei Freistadt · Tragwein · Unterweißenbach · Unterweitersdorf · Waldburg · Wartberg ob der Aist · Weitersfelden · Windhaag bei Freistadt
- Gemeinsame Normdatei: 4097760-2
- Library of Congress Control Number: nr96018619
- MusicBrainz: e80d5a99-2eda-4c0c-970c-c1ccfac1a44a
- Nationale Bibliotheek van Tsjechië: ge149785
- Nationale Bibliotheek van Israël: 987007540563005171
- Virtual International Authority File: 128289807
- WorldCat: E39PBJvHgtRwj8mcMFfhWBcXVC